# Амиата
Амиата (итал. Monte Amiata) — гора вулканического происхождения в Италии.

## География
Гора Амиата находится в южной части Тосканы, в 50 км к юго-востоку от Сиены, на пути между Флоренцией и Римом. Высота составляет 1738 м над уровнем моря. Рядом с Амиатой находятся долина Валь д'Орча, внесённая в список ЮНЕСКО мирового культурного наследия, и верхняя Маремма.
Вулкан Амиата остаётся спокойным уже более 2000 лет, однако вулканическая деятельность полностью не прекратилась — на это указывают геотермальные источники и гейзеры на склонах горы (используемые в настоящее время для получения электроэнергии). Склоны Монте Амиата покрыты буковыми, каштановыми, сосновыми лесами, в которых до сих пор обитают редкие виды хищных птиц и волки.

## Достопримечательности
Склоны Амиаты замечательно приспособлены для горнолыжного спорта. Кроме этого, в окрестностях горы расположено несколько природоохранных зон. Поблизости находится созданный Д. Шпёрри скульптурный парк в Седжиано, а также вилла времён Возрождения «Ла Сфорцеска» (ит.).